# Clarence Huebner
Clarence Ralph Huebner (24. november 1888 – 23. september 1972) var en amerikansk generalløjtnant i hæren.
Huebner var en dreng fra landet i Bushton, Kansas og brugte næsten syv år på at stige i graderne fra menig til sergent i 18. infanteriregiment inden han blev udnævnt til officer i 1916. Under 1. Verdenskrig ledte han et kompagni, en bataljon og et regiment i 1. infanteridivision fra det første amerikanske regimentsangreb ved Cantigny 
via Soissons, Saint-Mihiel og til Meuse-Argonne. For sin indsats i denne krig fik han to Distinguished Service Cross, en Distinguished Service Medal og en Silver Star. I 1924 gik han på Command and General Staff School på Fort Leavenworth og fungerede i dets lærerstab fra 1929 til 1933.
Som chef for "Big Red One" i 2. Verdenskrig ledede Huebner invasionen på Omaha Beach, smedede gennembruddet ved Saint-Lô, slog den tyske modoffensiv tilbage ved Mortain og forfulgte den tyske hær gennem Frankrig hvilket kulminerede med slaget om Aachen og slaget om Hürtgenskoven. I januar 1945 overtog han kommandoen over 5. korps, som han førte fra Rhinen til Elben, hvor hans tropper som de første fik kontakt med den Røde Hær.
Efter 2. Verdenskrig var Huebner den sidste fungerende militærguvernør for den amerikanske besættelseszone i Tyskland, fra 15. maj – 1. september 1949. Han tog sin afsked i 1950.
Huebner giftede sig med Florence Barret i 1921. Efter hendes død i 1966 giftede Huebner sig med Anna Imelda Mathews i 1968. Hun døde i 1974. Alle tre er begravet sammen på Arlington National Cemetery.

## Eksterne kilder
- Army.mil: Clarence R. Huebner Arkiveret 20. maj 2007 hos  Wayback Machine
- arlingtoncemetery.net biografi Arkiveret 10. oktober 2007 hos  Wayback Machine